# علی دوم ادریسی
علی بن عمر بن ادریس دوم، هفتمین فرمانروا و سلطان مراکش (دودمان ادریسی) از سال ۸۷۴ تا سال ۸۸۳ میلادی بود. او پس از درگذشت فرزند پسرعمویش (یحیی دوم) بر تخت نشست و به‌مدت نُه سال حکومت کرد. در دوران حکومت وی، ادریسیان، پایتختشان (فاس) را از دست دادند. پس از وی، پسرعمویش یحیی بر تخت نشست.